# Asgard Range
Die Asgard Range (deutsch Asgard-Gebirge) ist ein Gebirge zwischen dem Wright Valley und dem Taylor Valley (Antarktische Trockentäler) im ostantarktischen Viktorialand. Es erstreckt sich vom oberen Ende des Taylor-Gletschers im Westen, bis zum Marble Point im Osten, wo es an den McMurdo-Sund grenzt. Der Gebirgszug ist ca. 80 km lang und etwa 10 km breit und hat seine höchste Erhebung am Round Mountain mit 2.410 m. Seine mittleren Höhen bewegen sich um etwa 1.700 bis 1.900 m. Er ist Teil des Transantarktischen Gebirges.
Die Asgard Range wurde von der Victoria University of Wellington Antarktis-Expedition (VUWAE) (1958–59) nach Asgard, dem Sitz der nordischen Götter, benannt.

## Formationen und Gebirgsgruppen
- Bifrost Ledge
- Campbell Terrace
- Colosseum Cliff
- East Groin
- Flint Ridge
- Gallagher Ridge
- Horowitz Ridge
- Hothem-Kliffs
- Linnaeus Terrace (besonders geschütztes Gebiet der Antarktis Nr. 138)[1][2]
- MacDonald Hills
- Medley Ridge
- Morelli Ridge
- Nichols Ridge
- Noxon-Kliff
- Plane Table
- Roa Ridge
- Tractor Corner
- Vortex Col
- West Groin

## Berge
- Ball Peak (1700 m)
- Mount Baldr (2200 m)
- Bromley Peak (2020 m)
- Brunhilde Peak
- Mount Carnes
- Mount Coleman (1110 m)
- Mount Darby (1750 m)
- Dominion Hill (900 m)
- Mount Fleming (2200 m)
- Flint Hill (955 m)
- Mount Freya (2225 m)
- Mount Grendal (2000 m)
- Hess Mesa
- Hetha Peak (1700 m)
- Mount Hall (1800 m)
- Harp Hill (750 m)
- Harris Peak (1750 m)
- Hind Turret
- Hoehn Peak (2000 m)
- Hoffman Peak (1550 m)
- Mount Holm-Hansen (1920 m)
- Idun Peak
- Inland Forts
- Mount Irvine (2067 m)
- Mount J. J. Thomson
- Mount Jord (1400 m)
- Lyons Cone (1850 m)
- Kaminuma Crag (1750 m)
- Mount Knox (800 m)
- Mount Keohane (1250)
- Kottmeier Mesa (2120 m)
- Mount Loke
- Matterhorn (1600 m)
- Mattox Bastion
- Mount McLennan (> 1600 m)
- Mount Newall (1920 m)
- Northwest Mountain (2286 m)
- Obelisk Mountain (2200 m)
- Mount Odin (2100 m)
- Oliver Peak (2410 m)
- Perk Summit (1750 m)
- Ponder Peak (1412)
- Round Mountain (2410 m)
- Mount Saga (1750 m)
- Sagittate Hill (850 m)
- Saint Pauls Mountain
- Siegmund Peak
- Siegfried Peak
- Mount Thor (2000 m)
- Mount Thundergut
- Twickler Cone (1950 m)
- Mount Ulla (1920 m)
- Utgard Peak (2050 m)
- Mount Valhalla
- Mount Valkyrie
- Veli Peak
- Vogler Peak (2050 m)
- Wolak Peak

## Bergkessel und Täler
- Colony Cirque
- David Valley
- Donner Valley
- Fenrir Valley
- Flory Cirque
- Hallet Valley
- Jotunheim Valley
- King Valley
- Koenig Valley
- Martin Cirque
- Mudrey Cirque
- Nibelungen Valley
- Njord Valley
- Odin Valley
- Pearse Valley
- Sessrumnir Valley
- Territory Cirque
- Tiw Valley
- Tyrol Valley

## Gletscher
Es fließen zahlreiche Gletscher von der Asgard Range in die benachbarten Trockentäler:
- Taylor Valley
  - Catspaw-Gletscher
  - Commonwealth-Gletscher
  - Fountain-Gletscher
  - Harp-Gletscher
  - Kanada-Gletscher
  - Kennedy-Gletscher
  - Lacroix-Gletscher
  - Liston-Gletscher
  - Loftus-Gletscher
  - Matterhorn-Gletscher
  - Norris-Gletscher
  - Nylen-Gletscher
  - Rhone-Gletscher
  - Schlatter-Gletscher
  - Stocking-Gletscher
  - Suess-Gletscher

- Wright Valley
  - Alberich-Gletscher
  - Bartley-Gletscher
  - Conrow-Gletscher
  - Decker-Gletscher
  - Denton-Gletscher
  - Ferguson-Gletscher
  - Goodspeed-Gletscher
  - Hart-Gletscher
  - Heimdall-Gletscher
  - Meserve-Gletscher
  - Newall-Gletscher
  - Plane-Table-Gletscher
  - Valhalla-Gletscher

## Seen
- Lake House